# Offenburg
Offenburg (Alemmanic thấp: Offäburg) là một đô thị nằm ở bang Baden-Württemberg, Đức. Với dân số gần 60,000 người (2019), đây là đô thị lớn nhất và là thủ phủ của huyện Ortenaukreis.